# Islas Hans Lollik
Islas Hans Lollik (en inglés: Hans Lollik Islands) son dos islas en las Islas Vírgenes de los EE. UU. Las islas, que están actualmente en venta, son propiedad privada, se encuentran aproximadamente a 2,5 km más allá de la costa norte central de St. Thomas, separados de esta por el paso de sotavento. El pequeño Hans Lollik y el Cayo Pelican se encuentran al norte de Hans Lollik grande. La mayor parte de la zona alrededor de Hans Lollik es rocosa y soporta una densa diversidad de hábitats coralinos.

## Islas
- Isla Hans Lollik Grande (Great Hans Lollik Island)[3]
- Isla Hans Lollik Pequeña (Little Hans Lollik Island)[4]